# Tareck El Aissami
Tareck Zaidan El Aissami Maddah (El Vigía, 12 de noviembre de 1974) es un abogado y político venezolano de ascendencia siria y libanesa, exvicepresidente de la República Bolivariana de Venezuela. Además fue ministro del Poder Popular para Industrias y Producción Nacional (2018-2021), en abril de 2020 ministro del Poder Popular de Petróleo (2020-2023) y Vicepresidente para el Área Económica de Venezuela (2020-2023). Renunció a estos dos últimos cargos por acusaciones de desfalco en relación con PDVSA en marzo de 2023, siendo detenido en abril de 2024.
Fue jefe de la Misión Identidad en 2003. Fue diputado de la Asamblea Nacional de Venezuela por el estado Mérida entre el año 2006 y 2007. Durante el 2007 y el 2008 fue viceministro de Seguridad Ciudadana, siendo desde septiembre de 2008 hasta octubre de 2012 ministro de Relaciones Interiores y Justicia, donde fue sucedido por el General Néstor Reverol, quien toma el Ministerio luego de que El Aissami fuese nombrado candidato para gobernador de Aragua para las elecciones regionales de 2012 (dic 2012- ene 2017), en la cual ganaría con el 55,56 % de los votos. Fue designado en 2011 vicepresidente del Partido Socialista Unido de Venezuela (PSUV) para la región de los Andes designado por el entonces presidente de Venezuela, Hugo Chávez, cargo que luego dejaría en enero de 2013 para asumir la vicepresidencia del PSUV para la región Centro-Occidental, sucediendo al actual presidente de Venezuela, Nicolás Maduro, quien ejercía este cargo en aquel entonces.
Enfrenta cargos de narcotráfico ante la Corte Federal de Manhattan (EE. UU.) desde el 8 de marzo de 2019, encontrándose dentro de la lista de los más buscados del Servicio de Inmigración y Control de Aduanas de los Estados Unidos (ICE). En marzo de 2023 la justicia venezolana investiga la trama PDVSA-Cripto, un caso de corrupción generalizada en la estatal petrolera, y tras un año desaparecido de la opinión pública, en abril de 2024 es detenido y presentado ante el Ministerio Público, acusado también de conspirar en contra del presidente Nicolás Maduro.

## Biografía

### Juventud y familia
Tareck El Aissami es un político y criminólogo venezolano segundo de cinco hermanos de una familia de origen árabe sirio-libanesa, cuya parte siria es de la región de Jabal al-Druze, Sus padres son Zaidan Amin El Aissami El Musfi alias Carlos Aissami y May Maddah de El Aissami. Su padre, migrante sirio, fue jefe de la sección venezolana del partido político Baaz Árabe Socialista de Irak, el mismo de Saddam Hussein. Ha militado en Venezuela en los partidos de izquierda, sus hermanos son: Haifa El Aissami, Feras El Aissami, Amin Obeida y Maja Madeleine; Tareck es casado con Riada Rudy Aamer Maaz con quien tiene dos hijos: Tareck Alejandro y Sebastián; Su tío abuelo era Shibli al-Aysami, quien fue secretario General del partido en Bagdad en la época de Saddam Hussein en Siria desde 1965 a 1966. Se graduó de bachiller en el Liceo Militar Jáuregui, en La Grita, Táchira. Ingresó a la Escuela Naval de Venezuela de donde fue expulsado por hurto a los 18 años, así lo hizo saber el politólogo Bernardo Jurado. Su padre fue militante de partidos de izquierda, y fue detenido después de los sucesos del 4 de febrero de 1992, su residencia fue allanada, lo que preocupó mucho a Tareck, quien tenía 17 años y cursaba quinto año de bachillerato.

### Carrera universitaria
Tareck El Aissami estudió abogacía y criminología, egresando de la Universidad de Los Andes a los 31 años, donde conoció al profesor Adán Chávez, hermano del presidente venezolano Hugo Chávez. Militó en las filas del Movimiento 13 de marzo, del cual se retiró para fundar Utopía 78, como líder estudiantil, fue presidente del Centro de Estudiantes de Derecho y también de la Federación de Centros Universitarios, perteneciendo al Movimiento Estudiantil Utopía 78 El Aissami, va llevando consigo a Maldonado conforme avanza en su ascenso político. Durante la gobernación del estado Mérida, del capitán Florencio Porras conocieron a Samark López Bello, testaferro.

### Diputado a la Asamblea Nacional de Venezuela
En las elecciones parlamentarias de Venezuela de 2005, Tareck El Aissami fue elegido diputado por el circuito uno del estado Mérida por el 37% de los votos. Debió dejar dicho cargo para ejercer como Viceministro de Seguridad Ciudadana en el año 2007.
Durante su corto período como diputado, El Aissami fue Vicepresidente de la Comisión Permanente de Familia, Mujer y Juventud; en la cual él y otros diputados impulsaron la Ley Orgánica sobre Violencia contra las Mujeres.

## Ministerio de Interior y Justicia

### Viceministro de Seguridad Ciudadana
En enero de 2007, El Aissami ingresa al Ministerio del Poder Popular de Relaciones Interiores y Justicia como viceministro de Prevención y Seguridad Ciudadana, pero en septiembre de 2008 dejó este nombramiento al ser designado ministro de dicho despacho.

### Ministro de Interior y Justicia
Durante su gestión como ministro de Interior y Justicia fueron capturados narcotraficantes tales como Maximiliano Bonilla Orozco, «el Valenciano», «el Loco Barrera», entre otros. Desde 2006, año que dejó de funcionar la DEA en Venezuela, hasta 2012, se inhabilitaron 336 pistas de aterrizaje ilegales. Además, en 2011 se incautó más de 42 toneladas de estupefacientes. También, durante la gestión de El Aissami, en 2009 fue creado el Cuerpo de Policía Nacional Bolivariana, institución adscrita al Ministerio de Relaciones Interiores y Justicia, gracias al impulso del Consejo General de Policía.[cita requerida] Durante su desempeño como ministro reportó que 102 jefes de organizaciones dedicadas al narcotráfico fueron capturados bajo su dirección, de las cuales 21 han sido extraditados hacia los Estados Unidos y 36 hacia Colombia.
Otro punto clave es la creación de la Universidad Nacional Experimental de la Seguridad (UNES).
Desde que asumió el cargo de viceministro de Seguridad Ciudadana en 2007 hasta la salida del ministerio de Interior y Justicia en 2012 fueron asesinadas alrededor de 90 000 personas en Venezuela y la tasa de homicidios intencionales en 2010 en ese país fue de 45,1 homicidios por cada 100 000 habitantes, teniendo el cuarto puesto a nivel mundial según la Oficina de Naciones Unidas contra la Droga y el Delito.

## Gobernación del estado Aragua

### Candidatura para la gobernación del estado Aragua
Inicialmente, Tareck El Aissami sería el candidato del Partido Socialista Unido de Venezuela (PSUV) para la gobernación del Táchira, sin embargo, este habló con el entonces presidente de Venezuela y de este partido, Hugo Chávez, quien luego manifestaría que El Aissami le dio “poderosas razones que le impiden cumplir con este compromiso”. Luego, Chávez lo designaría para la gobernación del estado Aragua.
El 12 de octubre de 2012, inscribió su candidatura como aspirante a la gobernación del estado Aragua, con el apoyo del Partido Socialista Unido de Venezuela (PSUV) y otras organizaciones políticas que forman parte de la coalición Gran Polo Patriótico, con el objeto de suceder al exgobernador de Aragua, Rafael Eduardo Isea Romero.[cita requerida]
El Aissami aseveró que Aragua será un polo de desarrollo agroindustrial y turístico, potencia deportiva y modelo nacional de seguridad pública.
Pese a que Tareck El Aissami es oriundo de El Vigía, Mérida, vivió dos años en Cagua, Aragua, y cursó estudios en la Escuela Básica de la Fuerza Armada Nacional.[cita requerida]
Otros aspirantes para la gobernación de Aragua fueron Richard Mardo (candidato de la Mesa de la Unidad Democrática) Aris Segovia (candidata de NUVIPA), Emilio Bastidas (candidato de PSL) y Gladys Ruth Rodríguez (candidata de ORA).

### Gobernador del estado Aragua
El día 16 de diciembre de 2012, en las elecciones regionales de 2012, Tareck El Aissami es electo gobernador del estado Aragua para el período 2012-2016. Fue proclamado gobernador por el Consejo Nacional Electoral el día 22 de diciembre de 2012 y juramentado el día 27 de diciembre de 2012 en el Ingenio Bolívar, San Mateo, Aragua.
Durante su gestión como gobernador de Aragua se creó en febrero de 2013 la empresa de transporte Transportes Aragua (TransAragua). También durante su gestión se ha apoyado la alianza entre los sectores público y privado de la entidad para incentivar de la producción local a través de eventos como la Expo Aragua Potencia 2013.

## Vicepresidente de Venezuela
El 4 de enero de 2017 el presidente de Venezuela Nicolás Maduro, nombra como vicepresidente a Tareck El Aissami, en sustitución de Aristóbulo Istúriz.

## Ministro de Industria y Producción Nacional
A partir del 14 de junio de 2018, durante el año 2020 ordenó el desmontaje de 746 celdas electrolíticas de Alcasa(386) y Venalum(360)

## Escándalos

### Acusaciones de narcotráfico

Febrero 2017, Red de empresas establecida por Tareck El Aissami y Samark López, según el Departamento del Tesoro de Estados Unidos.

Según The Wall Street Journal, El Aissami estaba siendo investigado por el gobierno de los Estados Unidos por sus presuntas actividades de narcotráfico desde 2015. Rafael Isea, anterior gobernador de Aragua, declaró que El Aissami habría recibido pagos del capo de la droga Walid Makled para permitir el recibimiento de cargamentos de droga en Venezuela. El Instituto Gatestone ha declarado que Makled detalló cómo se habrían hecho estos pagos a El Aissami utilizando a su hermano Feras El Aissami como intermediario.

#### Sanciones de la OFAC
El 13 de febrero de 2017 fue sancionado por el gobierno de EE. UU. por su presunta participación en lavado de dinero y narcotráfico. El Tesoro estadounidense aseguró que El Aissami facilitó el embarque de más de 1,000 kilos de droga desde Venezuela a México y EE. UU. También fue sancionado el empresario venezolano Samark José López Bello considerado el “testaferro” de El Aissami. A dos meses de haber sido nombrado viceministro, el director en funciones de la Oficina de Control de Activos Extranjeros (OFAC) del Departamento del Tesoro, John Smith dijo: “El mensaje de esta designación no es político ni económico ni diplomático; se trata de ir contra el narcotráfico”, insistió otra fuente oficial en la teleconferencia.
El Aissami sobre revelación de falso testimonio de testigo en EE. UU.: Allá ellos con sus falsos positivos. Las acusaciones provocaron protestas del gobierno de Venezuela que denunció un "engaño" de sectores políticos y de grupos de intereses en los Estados Unidos. Tareck El Aissami respondió a las acusaciones declarando que la cultura de la coca, a diferencia de otros países de América Latina, es ilegal en Venezuela y que la ONU ha citado el país como "libre de culturas de drogas".

#### La «lavadora» de El Aissami
En mayo de 2018 un reportaje del diario ABC de España detalló que la familia de Tareck manejaba 38 empresas en Puerto Cabello, la red adquiere productos que llegan a Panamá procedentes de China. De Panamá la mercancía es llevada a Puerto Cabello, la mercancía llega a un mecanismo de venta y reventa entre las empresas del grupo El Aissami. Que están organizadas en dos subgrupos, dichos productos entran en un proceso de compra-venta entre Distribuidora Vensir y Almacén Unión (subgrupo A), o entre estas y La Bomba o Corporación del Dragón 2012 (subgrupo B).Este mecanismo les permite fijar un precio, que le sirve para maquillar a conveniencia los números, en la mayoría de los casos sobrefacturando, también cuentan con 18 empresas en el exterior.

#### Sentencia federal y orden de captura

Carte de búsqueda publicado por el Servicio de Inmigración y Control de Aduanas de los Estados Unidos, ofreciendo hasta 10 millones de dólares por información que pueda llevar a la captura de El Aissami.

El 8 de marzo de 2019, la Corte federal de Manhattan, emitió una sentencia en la que se le acusa a El Aissami de narcotráfico, junto a Samark López. El Departamento del Tesoro de los Estados Unidos, denunció que El Aissami, habría protegido y supervisado grandes cargamentos de droga que provenían desde Venezuela con destino a México y Estados Unidos. El Servicio de Inmigración y Control de Aduanas de los Estados Unidos (ICE), el 31 de julio de 2019, lo incluyó dentro de la lista de los más buscados a El Aissami, tras la sentencia de la Corte federal de Manhattan, emitiendo así, una orden de captura en su contra.
El 9 de marzo de 2019 son arrestado tres venezolano entre ellos los pilotos Alejandro León Maal llegando al aeropuerto de Miami, horas antes habían sido detenidos el piloto Michols Orsini Quintero y el empresario Víctor Mones Coro, todo en el marco de una operación por la presunta violación de la Ley contra Narcotraficantes Extranjeros. Son quienes habrían ayudado a Tareck El Aissami a volar a Turquía y Rusia en un jet privado.

### Venta de pasaportes venezolanos
El 6 de febrero de 2017 CNN en Español, trasmitió una serie de investigación "Pasaportes en la sombra", una acusación de la presunta venta de pasaportes venezolanos en Irak por parte del abogado venezolano Misael Alejandro López exconsejero de la embajada de Venezuela en Irak entre julio de 2013 y septiembre de 2015 a cargo del embajador Jhonatan Velazco, quien presentó un informe documentado de varios casos el 16 de abril de 2014, pasó la información al embajador y luego a la canciller para ese momento Delcy Rodríguez, posteriormente fue despedido de su cargo, actualmente está exiliado en Toledo, España. De acuerdo al informe sería  El Aissami quien ordenó la emisión de pasaportes a diferentes extranjeros en especial del Medio Oriente cuando estuvo a cargo del sistema de inmigración del país, ciudadanos de ese país pagaban hasta 15 mil dólares por un pasaporte o una visa. La canciller Delcy Rodriguez quien no respondió a una entrevista antes del estreno del video de CNN y el ministro Ernesto Villegas (periodista) a través del canal VTV expuso en una rueda de prensa la defensa de Tareck El Aissami el 15 de febrero de 2017, aunque no muestra las fechas de las dos denuncias contra Misael López y acusó a CNN de una guerra psicológica contra Venezuela. Sin embargo en 2024 salió a la luz un informe confidencial de inteligencia del Ministerio de Defensa Nacional (Colombia) de 2016  que hackeo más de cuarenta cuentas personales de Tareck y su entorno familiar en las plaformas de hotmail, gmail y yahoo, de las cuales se desprendió toda la lista de 173 personas de origen árabe a las cuales Tareck y su hermano Feras les habían dado cédulas, visas y pasaporte venezolano incluyendo miembros de Hezbolah de distintos países como Siria, Jordania, Libia, Irán e Irak, algunos miembros del ejército Sirio del presidente Bashar Al-Asad, quienes además están vinculados a la importadora Silvania C.A. cuya tarea era el blanqueo y desvío de capitales hacia el Líbano para el financiamiento de actividades terroristas y de narcotráfico, se puede apreciar que estas irregularidades abarcan desde abril de 2008 hasta noviembre de 2012. El informe paso al Departamento del Tesoro de Estados Unidos desde donde congelaron varias cuentas bancarias en Suiza de su hermano Feras que sumaban 45 millones de dólares.

### Incidente de los narcosobrinos
Posteriormente a los arrestos realizados durante el caso de los Narcosobrinos, un hecho que resultó en el arresto y condena de los sobrinos del presidente Maduro, se encontraron vínculos entre El Aissami y un cómplice detenido en Honduras. De acuerdo con una fuente que habló con El Nuevo Herald sobre el incidente, Roberto de Jesús Soto García, un hombre hondureño que proporcionó información logística sobre envíos de drogas para los sobrinos de Maduro, también ayudó a El Aissami. La fuente señaló que Soto García trabajó con un grupo de funcionarios venezolanos que supuestamente serían integrantes del Cártel de los Soles, y que trabajó en conjunto particularmente con la operación encabezada por Tarek El Aissami y su compañía. Es alguien quien ha estado trabajando con ellos desde hace algún tiempo. Según el testimonio de los sobrinos, la cocaína que iba a ser transportada a Estados Unidos fue presuntamente suministrada por El Aissami.

### Acusaciones sobre red de terrorismo
De acuerdo con The Wall Street Journal en 2014, El Aissami ha sido descrito como "un jefe de las redes del Medio Oriente, un jefe revolucionario cubano honorario y un jefe chavista muy ambicioso". Sus conexiones con los gobiernos de Cuba e Irán fueron destacadas Por The Wall Street Journal así como el Centro para una Sociedad Libre Segura (SFS) para 2014. Fue reconocido como una de las figuras clave del gobierno venezolano señalado en el informe SFS, quien supuestamente desarrolló una sofisticada red financiera y redes multinivel como un trampolín criminal-terrorista para transportar militantes del estado islámico a Venezuela y países vecinos, y enviar fondos ilícitos de América Latina a Oriente Medio. El supuesto "trampolín" consta de 40 compañías que tienen cuentas bancarias en Venezuela, Panamá, Curazao, Santa Lucía, Miami y Líbano. El padre de Tarek El Aissami, Zaidan El Amin El Aissami, también conocido como Carlos Zaidan, también era un asociado militar de Saddam Hussein. El exvicepresidente José Vicente Rangel, quien sirvió en el gobierno de Hugo Chávez, denunció el estudio SFS, afirmando que era una "campaña combinada" de SFS y el gobierno canadiense para atacar a Venezuela, aunque Ben Rowswell, embajador de Canadá en Venezuela, negó las acusaciones realizadas por Rangel. Además, el Instituto Gatestone también ha destacado su conexión con Hezbolá. Según el fiscal del distrito de Nueva York, Robert M. Morgenthau, mientras que El Aissami era jefe de la ONIDEX, la agencia de pasaportes y naturalización de Venezuela, proporcionó pasaportes a miembros de Hamás y Hezbolá. También indicó que era posible que El Aissami reclutara a venezolanos árabes para entrenar bajo Hezbolá en Líbano meridional.
Tareck El aissame ha sido relacionado con el venezolano de origen libanés Ghazi Nasr Al-Din considerado en la lista de personas buscadas por el FBI desde enero de 2015 cuando Tareck era gobernador de Aragua, Ghazi Nasr Al-Din está relacionado con altos funcionarios de Hezbolá en el Líbano y es uno de los más importantes representantes del Hezbolá en América Latina, quien ha facilitado el viaje de integrantes de Hezbolá hacia y desde Venezuela.
En 2019 durante una entrevista al ex director de la DGCIM Hugo Carvajal por The New York Times, Carvajal expresó y aseguró que Tarek es uno de los que maneja el narcotráfico y la corrupción en el gobierno, además agregó haber viajado juntos a Irak en 2009 hicieron una parada en Siria donde se reunieron con un representante de Hezbolá, que El Aissami también buscaba alianzas con Hezbolá, la organización militante libanesa chiita

### Caso PDVSA-Cripto
El 18 de marzo de 2023, el presidente Nicolás Maduro a través de la Policía Nacional Contra la Corrupción (PNCC) llevó a cabo una serie de arrestos y allanamientos a funcionarios públicos implicados en casos de corrupción. Entre ellos se encontraba Joselit Ramírez, jefe de la Superintendencia Nacional de Criptoactivos (Sunacrip) y director de Despacho de El Aissami, y que además fue identificado por medios de comunicación como una persona de su confianza, quien se encuentra solicitado por la justicia de Estados Unidos, acusado de la desaparición, según fuentes oficiales, de 3.500 millones de dólares provenientes de ingresos petroleros. También el coronel Antonio Pérez Suárez y el teniente coronel José Ramos Chirinos fueron arrestados en el operativo, además del diputado Hugbel Roa, todos señalados como parte del círculo político de El Aissami. Esta operación contó con el apoyo del diputado Diosdado Cabello, en nombre del Partido Socialista Unido de Venezuela.
La periodista Ibéyise Pacheco mencionó que se debe a un conflicto interno entre la facción chavista encabezada por los hermanos Jorge Rodríguez, presidente de la Asamblea Nacional y Delcy Rodríguez, vicepresidenta de la República contra el grupo encabezado por El Aissami. Esta tesis fue respaldada por el exfiscal Zair Mundaray, quien señaló también a Cabello como parte de esta confrontación dentro del gobierno, aliado a los hermanos Rodríguez. A raíz de este caso, el 20 de marzo de 2023, El Aissami renunció al cargo de ministro del Poder Popular de Petróleo. Actualmente se encuentra detenido.

### Detención
Tras su renuncia en marzo de 2023, desapareció de la escena política y se especuló sobre su paradero durante un año, que se encontraba en el complejo Fuerte Tiuna o fuera del país, posteriormente el 9 de abril de 2024 el fiscal Tarek William Saab anunció la detención de El Aissami en su residencia en Fuerte Tiuna, junto con el también exministro Simón Zerpa y el empresario Samark López que es considerado testaferro de El Aissami desde febrero de 2017 por el Departamento de Estado de los Estados Unidos. La captura se llevó a cabo como parte de una operación dirigida a desmantelar una trama de corrupción en Petróleos de Venezuela (PDVSA), en pleno proceso de la campaña electoral para la presidencia. Las Revelaciones sobre la estructura delictiva se valió de un banco digital como plataforma operativa para ejercer una presión sistemática al alza sobre el dólar paralelo, Bancamiga, usado también para canalizar los flujos ilícitos. En esta trama espuria estaban involucradas tres instituciones estatales que estuvieron bajo el control de El Aissami y sus cómplices: Petróleos de Venezuela (PDVSA), la Superintendencia Nacional de Criptoactivos (SUNACRIP) y la Corporación Venezolana de Guayana (CVG). las investigaciones continúan.